# Gbarnga
Gbarnga es una ciudad en el condado de Bong, Liberia, situada al noreste de Monrovia. Su población es de 46.395 habitantes (2006).
Durante la guerra civil liberiana, era la base del Frente Patriótico Nacional de Liberia Charles Taylor. Está hermanada con la ciudad de Baltimore, en Estados Unidos.
- Datos: Q985291